# Хансен, Енс Андерсен
Енс Андерсен Хансен (дат. Jens Andersen Hansen; 7 января 1806, Оденсе — 1 июня 1877, 
Фредериксберг) — датский политический деятель, издатель, редактор.
Сын сапожника. Сам освоил ту же профессию. В 1842‒1856 годах — и издатель умеренно-демократического еженедельника «Друг простого народа» (дат. Almuevennen). 
Активный участник мартовских революционных событий 1848 года в Копенгагенер. С 1849 года — депутат Учредительного собрания и парламента (фолькетинга)
от буржуазно-демократического общества друзей крестьян (основано в 1846), в 1855—1865 годах был лидером гг этой организации. В 1865 году сблизился с представителями консервативно-помещичьего крыла фолькетинга, способствовал реакционному пересмотру в 1866 году конституции 1849 г., что привело к утрате им влияния среди его приверженцев.
Похоронен на Кладбище Ассистенс (Копенгаген).